# Neillsville
Neillsville är administrativ huvudort i Clark County i Wisconsin i USA. Enligt 2010 års folkräkning hade Neillsville 2 463 invånare.